# 평양기술총회사
평양기술총회사(Pyongyang Technology Corporation)는 조선민주주의인민공화국의 소프트웨어 개발 업체로, 평양정보기술국의 산하 회사이다.

## 개발 품목
- 태블릿 PC
- 컴퓨터
- 무선통신기기
- 소프트웨어

## 같이 보기
- 조선민주주의인민공화국
- 평양시
- 소프트웨어
- 조선콤퓨터중심
- 평양정보기술국
- 컴퓨터
- 정보통신
- IT
- 기술
- 정보

## 계열사
- 평양정보기술국